# Lac Joannès
Le lac Joannès est un plan d'eau douce situé dans la région administrative Abitibi-Témiscamingue, au Québec, Canada. Le lac fait partie de la ville de Rouyn-Noranda et accueille sur ses berges le parc aventure Joannès.

## Géographie
Le lac Joannès est situé à l'intérieur des limites du quartier McWatters de la ville de Rouyn-Noranda, du côté sud de la route 117. Il s'écoule dans le lac Bousquet par le ruisseau Joannès. Le lac est inclus dans le bassin versant de la rivière Kinojévis et ultimement, de celui de la rivière des Outaouais,. Le lac Vaudray est immédiatement au sud et les deux sont orientés nord-sud.
La rive est du lac est bordée par un esker. Alors que la plupart des lacs de la région sont argileux, le fond du lac Joannès est sablonneux, d'où une transparence moyenne de l'eau de 1,8m. Certaines sections du lac atteignent une profondeur de 21m.

## Histoire
La Réserve de biodiversité des Lacs-Vaudray-et-Joannès a été créée en 2007 par le Ministère du Développement durable, de l’Environnement et des Parcs, faisant des terres entourant les deux lacs une aire protégée. Le statut de réserve interdit les activités industrielles aux abords des lacs, y compris l'exploitation minière. Depuis 2013, un Conseil de conservation voit à l'avancement des objectifs d'un plan de conservation.
Un Comité de bassin versant des lacs Vaudray et Joannès a vu le jour en 2009, regroupant les principales parties prenantes et des représentants de résidents. 

## Toponymie
Le nom du lac provient de Armand Joannès, un officier et ingénieur de la fin du Régime français. Il fit le lien entre Jean-Baptiste Nicolas Roch de Ramezay et George Townshend pour négocier la capitulation de Québec en septembre 1759. Il est aussi auteur d'un mémoire relatant la campagne militaire, avec en particulier le siège de Québec. On ignore ce qui lui est advenu suivant son retour en France en 1760.